# Zio Paperone (periodico 2018)
Zio Paperone è una rivista a fumetti dedicata all'omonimo personaggio dei fumetti della Disney pubblicata in Italia dal 2018 dalla Panini Comics.

## Storia editoriale
Nel luglio 2018, in occasione dei 70 anni di vita del personaggio di Zio Paperone, la Panini Comics decide di lanciare un nuovo periodico mensile con la testata Zio Paperone, a distanza di dieci anni dalla chiusura del precedente, ma di diverso formato (14 x 21 cm) e foliazione (identico al coevo Paperino). Il primo numero viene allegato insieme a Topolino n. 3269 e a partire dal secondo la foliazione aumenta di 30 pagine. Successivamente, con il n. 8, cambia anche il formato dell'albo adeguandolo a quello standard della Panini Comics per collane quali Paperino e Paperinik (14 x 19,5 cm). Ogni numero presenta solitamente una storia inedita  e sei ristampe. A differenza della precedente testata omonima, non è una pubblicazione incentrata sulle storie di Carl Barks e dei suoi eredi ma, stampa soprattutto storie con layout di tre righe per pagina di produzione italiana o danese, anche per via del formato tascabile.
Ad agosto 2022 esce il n. 50 che per l’occasione, prima volta per questa testata, analogamente a quanto già avvenuto per il mensile Paperino, viene proposto in due versioni, una regolare, con finitura metallizzata azzurra, e una "cover variant", metallizzata dorata con verniciatura ibrida. Nel dicembre 2022, con il suo 54º numero, la rivista ha celebrato i 75 anni di Paperone con uno speciale di 16 pagine aggiuntive.